# Symfonie nr. 7 (Bax)
Arnold Bax voltooide zijn Symfonie nr. 7 in januari 1939.
Bax begon aan zijn laatste van zijn acht symfonieen (de Symfonie in F kreeg geen volgnummer, orkestratie of uitgave) in voorjaar/zomer 1938. Hij verbleef toen in het Schotse Morar, Inverness-shire. Hij was al bezig toen hij van de British Council een verzoek tot een groots werk kreeg, dat uitgevoerd kon worden tijdens de New York World Fair in 1939. Dit had wel tot gevolg dat hij het werk niet opdroeg aan Basil Cameron zoals vaag op het manuscript vermeld is, maar aan "To the people of America".
Het werk bestaat uit drie delen, waarbij zowel de delen een als drie nog een introductie hebben. Deel 3 is daarbij een thema met variaties. De delen:
1. Allegro
2. Lento – In a legendary mood (più mosso) – Tempo I
3. Theme and variations (Allegro – andante – vivace – epilogue (sereno))

Sir Adrian Boult gaf de première op 9 juni 1939 in Carnegie Hall in New York staande voor het New York Philharmonic. Bax had in eerste instantie aangegeven bij de première aanwezig te willen zijn, maar zag daar op het laatste moment van af. Hij kreeg het werk pas later via de radio te horen en was ontevreden over met name deel 1, zo liet hij weten. Hij vond het wel zijn meest toegankelijke symfonie. Pas een jaar later was het in Engeland te horen, maar Bax bleef commentaar geven op zijn eigen werk. En ook Boult moest het soms ontgelden; de uitvoering van deel 2 tijdens de première was niet romantisch genoeg, bij de tweede uitvoering was dat verbeterd. Tijdens dat tweede concert gingen ook twee andere Britse werken in première, het Pianoconcert van Arthur Bliss en Five Variants of Dives and Lazarus van Ralph Vaughan Williams. In 1943 kreeg het werk haar Promspremière, ook dat was niet naar Bax’ zin; hij had liever of zijn Symfonie nr. 5 of nr. 6 gehoord, aldus een brief naar collegacomponist Arthur Bliss.  De Symfonie nr. 7 zou uiteindelijk in de periode 1943 tot en met 1951 vijf keer uitgevoerd worden, daarna niet meer (gegevens 2017).  
Graham Parlett, die later een overzicht maakte van Bax’ werklijst, zag in de laatste noten van deze symfonie, dat Bax nooit meer een symfonie zou schrijven. Bax kreeg aan het eind van leven steeds meer moeite muziek op papier te krijgen.    
Orkestratie:
- 3 dwarsfluiten (III ook piccolo), 2 hobo’s, 1 althobo, 3 klarinetten, 1 basklarinet, 2 fagotten, 1 contrafagot
- 4 hoorns, 3 trompetten, 3 trombones, 1 tuba
- pauken, 3 man/vrouw percussie, 1 harp
- violen, altviolen, celli, contrabassen

In 2017 zijn er drie opnamen in omloop:
- Uitgave Lyrita: Raymond Leppard met het London Philharmonic Orchestra (historische opname)
- Uitgave Chandos: Bryden Thomson met het London Philharmonic Orchestra (opname uit 1988; toelichting door Lewis Foreman)
- Uitgave Naxos: David Lloyd-Jones met het Royal Scottish National Orchestra (opname uit 2002, toelichting door Graham Parlett)